# Glyptothorax prashadi
Glyptothorax prashadi är en fiskart som beskrevs av Mukerji 1932. Glyptothorax prashadi ingår i släktet Glyptothorax och familjen Sisoridae. IUCN kategoriserar arten globalt som otillräckligt studerad. Inga underarter finns listade i Catalogue of Life.